# Feo Aladag
Feo Aladag (Viena, 13 de enero de 1972) es una actriz, guionista, productora y directora de cine austríaca. Empezó trabajando como actriz en distintas películas, cortometrajes y series de televisión. Dirigió anuncios para Amnistía Internacional y en el año 2010 su primer largometraje, La extraña, ganadora del Premio LUX del Parlamento Europeo. Como guionista, comenzó a escribir en el año 1998, incluyendo episodios de la serie alemana Tatort.
Creó con su exmarido, Zueli Aladag, la productora Independent Artists Filmproduktion.

## Filmografía
- 2014. Zwischen Welten (productora, guionista, directora)
- 2010. La extraña (productora, guionista, directora)
- 2007. Meine schöne Bescherung (actriz)
- 2006. Lucy (actriz)
- 2004. Co/Ma (actriz)